# 麥當勞爆炸案
麥當勞爆炸案是發生於1992年4月28日及29日、針對臺灣麥當勞的恐嚇取財案件。歹徒陳希杰將TNT放置於臺灣麥當勞多家餐廳的天花板上，要求臺灣麥當勞支付新台幣600萬元。當時臺灣麥當勞總經理孫大偉召開記者會表示拒絕支付並報警處理，內政部警政署保安警察第一總隊派駐內政部警政署刑事警察局防爆小組獲報後立即處理。主處理隊員楊季章著防爆衣處理臺北市松山區民生東路三段135號1樓（吉祥大樓）麥當勞台北民生店炸彈時，雙手被炸斷，送往長庚醫院急救後仍然不治 。

## 經過

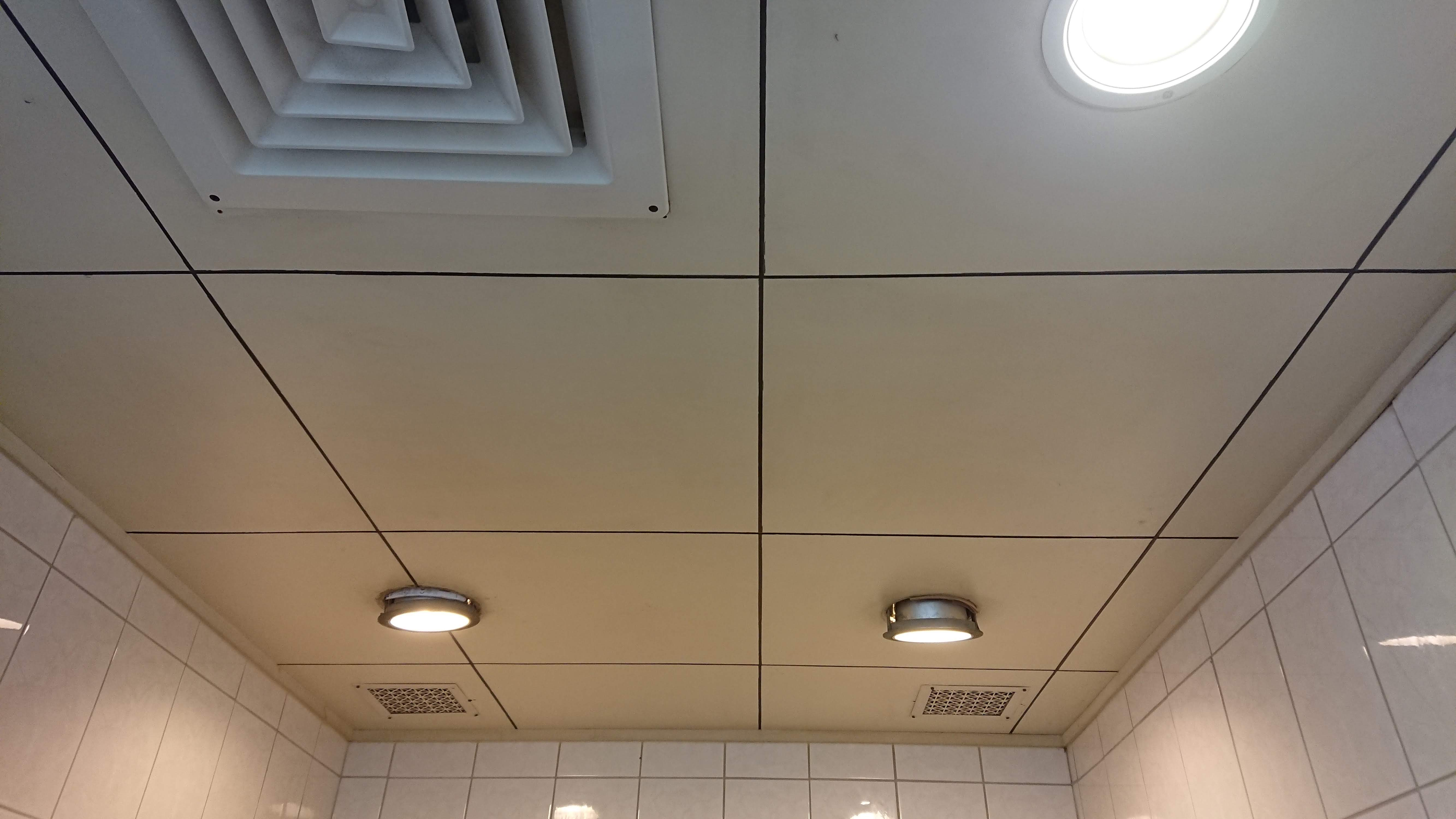
麦当劳台北民生店廁所天花板，自从该案件发生后，麦当劳之厕所天花板全面改装为密闭式

1992年4月28日，台灣麥當勞餐廳股份有限公司總部人員接到恐嚇信，歹徒威脅「在今晚7點前若無準備現款600萬，即刻執行極端報復」。麥當勞在民生東路男生廁所天花板上發現炸彈。7點5分，防爆小組隊員楊季章預備取下炸彈時，水銀抗動裝置被啟動，炸彈瞬間爆炸。楊季章雙手被炸斷，內臟被震裂，緊急送醫急救，但於8點宣告不治。
1992年4月28日晚間9點，警方又接到恐嚇電話，歹徒聲稱在信義路往台北世貿、過松仁路對面第一支電線桿後面草叢中有炸彈。11點30分，防爆小組決定用水炮引爆炸彈。
4月29日下午2點，麥當勞永和店二樓男生廁所天花板發現一枚炸彈，襄理陳建中、店員杜家慶被炸成輕重傷。麥當勞林森北路店也發現炸彈，傍晚6點27分警方以水炮引爆炸彈。
台灣麥當勞立刻宣布，全台57間麥當勞分店，即日起全部停止營業，避免再給歹徒可乘之機。除麥當勞外，這個炸彈恐懼也蔓延到其他速食店業者，肯德基隨後也跟進宣布全台暫停營業。台灣麥當勞總公司寬達食品同時宣布，絕不會與歹徒妥協支付600萬元贖金，反而是要提供懸賞獎金，以600萬贖金的金額加碼雙倍至1200萬元，給提供線索者。警政署也同時提供1000萬元的破案獎金，雙方總計2200萬元的獎金，創下當時台灣的破案懸賞獎金金額。

## 炸彈
歹徒使用的炸彈為水銀抗動裝置炸彈。水銀抗動裝置屬炸彈的一部分，原理是指水銀在容器內會因重力關係有流動性，容器的形狀會影響水銀接觸電極的條件，大部分容器都是長條型玻璃管狀。而晃動過程如果水銀接觸到兩端電極時（兩條線與水銀碰在一起），就會導電引爆炸彈。而當時楊季章第一時間便知道是水銀炸彈，同時叫同仁與記者遠離現場。

## 歹徒
同年5月16日，台灣警方逮捕陳希杰和共犯潘哲明。法官最後判處陳希杰無期徒刑、潘哲明15年6個月有期徒刑。
陳希杰因缺錢花用及籌措與菲律賓籍女友羅莎的結婚基金，而心生歹念。陳希杰沒有前科，只有高工學歷的他為了製作炸彈，購買相關書籍研究，並前往化工原料行購買材料。陳希杰與潘哲明將自製炸彈放置在臺灣麥當勞七家門市的男廁所內，試圖以威脅公眾生命安全方式進行勒索。

## 紀念
楊季章離世後獲得中華民國總統李登輝頒發「忠勇足式」輓聯，同時也獲得中華民國內政部部長吳伯雄頒發警察獎章並晉陞一線四星分隊長，靈柩覆蓋中華民國警察旗。
楊季章當年身穿的防爆衣收藏在中央警察大學附設的世界警察博物館裡。後來隨著入祀忠烈祠的條件放寬，楊在1999年成為最早入祀忠烈祠的警察之一。

## 影響
這次事件發生後，刑事警察局訂定《因公殉職人員遺族生活慰問辦法》，並徹底改進防爆人員的裝備與訓練。刑事局也提高危險加給。
臺灣麥當勞為避免再發生類似事件，開始將廁所天花板改建成密閉式、無法任意開啟。

## 外部連結
- 麥當勞炸彈客 法網追追追 （页面存档备份，存于）
- 麥當勞爆炸案 台灣啟示錄 （页面存档备份，存于）